# 刘勰故居
刘勰故居，位于山东省日照市莒县浮莱山，是中华人民共和国山东省文物保护单位之一。
1977年12月23日，授予山东省文物保护单位，是一座古建筑及历史纪念建筑物。